# 東雲楼 女の乱
『東雲楼 女の乱』（しののめろう おんなのらん）は、1994年に公開された関本郁夫監督の日本映画。

## スタッフ
以下のスタッフ名はKINENOTEに従った。
- 企画 - 日下部五朗
- プロデューサー - 本田達男、小柳憲子
- 監督 - 関本郁夫
- 脚本 - 松田寛夫
- 撮影 - 森田富士郎
- 音楽 - 佐藤勝
- 美術 - 井川徳道
- 録音 - 堀池美夫
- 照明 - 増田悦章
- 編集 - 玉木濬夫

## キャスト
以下の出演者名と役名は特に記載がない限りKINENOTEに従った。
- かたせ梨乃 - 鶴
- 斉藤慶子 - 志津
- 南野陽子 - 照香
- 鳥越マリ - 銀龍
- 中野みゆき - 春駒
- 及川麻衣 - 福太郎
- 国舞亜矢 - 富丸
- 本田博太郎 - 檜垣俊太郎
- 赤座美代子 - 芸者置屋の女将
- 清水紘治 - 半田
- 中尾彬 - 有働喜代治
- 西岡徳馬 - 宮川隆明
- 津川雅彦 - 山岡八兵衛
- 風間トオル - 執行明
- 森崎めぐみ[2]

## 受賞歴
- 1994年度 第49回毎日映画コンクール
  - スタッフ部門 美術賞 井川徳道『東雲楼 女の乱』[3][4]
- 1994年度 第7回日刊スポーツ映画大賞
  - 助演女優賞 斉藤慶子[5]『東雲楼 女の乱』[4]
- 1995年 第18回日本アカデミー賞[6][4]
  - 優秀主演女優賞 かたせ梨乃『東雲楼 女の乱』
  - 優秀助演女優賞 斉藤慶子『東雲楼 女の乱』
  - 優秀撮影賞 森田富士郎『東雲楼 女の乱』
  - 優秀照明賞 増田悦章『東雲楼 女の乱』
  - 優秀美術賞 井川徳道『東雲楼 女の乱』
  - 優秀録音賞 堀池美夫『東雲楼 女の乱』